# Józef Zajchowski
Józef Zajchowski (ur. 28 października 1937 w Szufnarowej, zm. 18 listopada 2007) – polski urzędnik państwowy i ekonomista, doktor nauk ekonomicznych, wiceprzewodniczący Komisji Planowania przy Radzie Ministrów (1981–1989), podsekretarz stanu w Centralnym Urzędzie Planowania (1995–1996) i Ministerstwie Gospodarki (1997).

## Życiorys
Syn Franciszka i Marii. W latach 1955–1960 studiował na Wydziale Ekonomii Politycznej i na Wydziale Nauk Społecznych Uniwersytetu Warszawskiego. Obronił doktorat z nauk ekonomicznych, specjalizował się w statystyce i ekonomice turystyki. Autor publikacji naukowych z zakresu statystyki, m.in. Struktura gospodarki Polski w latach 1966—1975, Statystyka opisowa w przykładach, Makroekonomiczna funkcja produkcji dla gospodarki Polski w latach 1960—1970. Został wykładowcą Wyższej Szkoły Zarządzania w Warszawie i kanclerzem Wyższej Szkoły Organizacji Turystyki i Hotelarstwa w Warszawie.
W 1959 wstąpił do PZPR. Po studiach do 1963 pracował jako wykładowca ekonomii w Centrum Wyszkolenia MSW. Od 1963 do 1973 zatrudniony jako asystent i adiunkt w Instytucie Planowania. Następnie pracował w Wydziale Ekonomicznym oraz Wydziale Analiz i Planowania Komitetu Centralnego Polskiej Zjednoczonej Partii Robotniczej, w ramach KC PZPR był też zastępcą kierownika Wydziału Prasy, Radia i Telewizji (1980–1981) i Kancelarii Sekretariatu (1989–1990).
Od grudnia 1981 do stycznia 1981 zastępca przewodniczącego Komisji Planowania przy Radzie Ministrów. W latach 1989–1991 pozostawał wiceprezesem Głównego Urzędu Statystycznego. Od 1993 doradca ministra-kierownika, a od listopada 1995 podsekretarz stanu w Centralnym Urzędzie Planowania. Od 21 stycznia do 19 listopada 1997 pełnił funkcję podsekretarza stanu w Ministerstwie Gospodarki, odpowiedzialnego za planowanie strategiczne i założenia polityki społeczno-gospodarczej oraz przemysłowej.